# Biblia de Jünemann
La Biblia de Jünemann, es una traducción católica de la Biblia al español de la traducción al griego de la versión bíblica llamada Septuaginta o LXX hecha por el sacerdote católico alemán Wilhelm Jünemann Beckschäfer. Es considerada la primera traducción de la Biblia completa realizada en América Latina. El Nuevo Testamento salió de la imprenta en 1928, mientras que el Antiguo Testamento se mantuvo inédito hasta 1992. En ese año, se publicaron los dos testamentos en un solo tomo y con el nombre de La Sagrada Biblia.
El presbítero católico Juan Straubinger reconoció en el prólogo de la Biblia Platense que la versión de Jünemann era más antigua que la suya, aunque el Antiguo Testamento de Straubinger sí sería el primer texto bíblico traducido al español desde la lengua hebrea que se elaboró en el continente americano. El Antiguo Testamento de Jünemann había sido vertido desde el griego (koiné).

## Historia
Jünemann habría comenzado su versión de la Biblia alrededor de 1920 en Concepción. Según palabras suyas, lo hizo por la petición de una niña que quería tener una mejor traducción de los Evangelios. El Nuevo Testamento fue impreso en 1928 por la Editorial Diocesana de Concepción. El Antiguo Testamento quedó sin publicarse durante varias décadas. Al morir Jünemann en 1938, los pequeños cuadernos manuscritos que contenían el Antiguo Testamento fueron cambiando de poseedor con el paso de los años. Quienes estuvieron a cargo de los manuscritos fueron sucesivamente los sacerdotes Benedicto Guiñez, Ambrosio Villa y Eleazar Rosales Rojas; todos ellos discípulos de Jünemann. En septiembre de 1971, el presbítero Rosales entregó los manuscritos a Gustavo Leiva Carrasco, vicepresidente del Centro de exalumnos del Seminario Conciliar de Concepción. Gustavo Leiva y Alfonso Naranjo Urrutia, presidente del mismo Centro de exalumnos, lograron que se publicara en una sola edición en 1992 la Biblia completa traducida por Jünemann. Esta Biblia completa contó con la aprobación de la Conferencia Episcopal de Chile.

## Características
La Biblia de Jünemann fue traducida principalmente de textos en griego. Para el Antiguo Testamento, Jünemann empleó la Septuaginta, la cual fue muy usada por los cristianos en tiempos de los apóstoles. Lo anterior hace que la Biblia de Jünemann se diferencie de otras versiones bíblicas en español; ya que las otras versiones generalmente se apoyan para el Antiguo Testamento en la Vulgata (escrito en latín) o en el Texto Masorético (escrito en hebreo). Sin embargo, Jünemann puso en su versión notas críticas que comparaban el texto de la Septuaginta con la Vulgata y el Texto Masorético.
No se sabe exactamente cuál fue el texto crítico tenido a mano por Jünemann. Raymundo Arancibia señaló en su Diccionario Biográfico del Clero Secular Chileno que la traducción de Jünemann se hizo según los códices Vaticano, Sinaítico y Alejandrino. Este detalle podría indicar la utilización de las ediciones críticas de Alfred Rahlfs, Konstantin von Tischendorf y Eberhard Nestle.
La Biblia de Jünemann destaca por su literalidad extrema. Esa traducción formal implica la alteración del orden dentro la oración, mediante el hipérbaton, para que el texto en español se parezca al griego original.
Además de usar la versión de los LXX como base de su traducción, Jünemann incorporó dos libros apócrifos: El Libro III de Esdras y el Libro III de los Macabeos, que sí están en el llamado canon alejandrino de los LXX y no así en el canon palestinense hebreo. Jünemann los pone al final del Antiguo Testamento.